# Tamaki Miura

Estatua de Tamaki Miura en el Jardín Glover

Tamaki Miura (22 de febrero de 1884, Minato (Tokio)–26 de mayo de 1946, Tokio) fue la primera soprano japonesa que adquirió fama internacional, famosa especialmente por sus interpretaciones de papeles orientales como Cio-Cio-San en Madama Butterfly de Giacomo Puccini,  Madame Chrysanthème e Iris.

## Biografía
Su padre fue Kumataro Shibata de Shimoasahina-mura, Shizuoka (Omaezaki), uno de los primeros notarios del Japón. Desde niña demostró talento para el koto y el tipo de canto nagauta que se acompaña con shamisen. A los 16 años entró en la Escuela de Música de Tokio debutando a los 1903 en Orfeo y Eurídice, la primera representación de ópera occidental en el país. Su padre arregló un matrimonio con un doctor militar del cual se divorció prontamente.
En 1913 se casó en secreto con Masataro Miura, pariente lejano y estudiante de medicina, la pareja vivió en Kakegawa y al año siguiente se mudaron a Singapur y desde allí a Alemania. En 1915 la pareja huyó a Londres debido a la Primera Guerra Mundial, allí escribió por una audición a Henry Wood quien la presentó en el Albert Hall. Fue elegida por primera vez para interpretar a Cio-Cio-San por el visionario director Vladimir Rosing, como parte de la temporada que tuvo lugar en la Ópera de Londres entre mayo y junio de 1915.
En el otoño de 1915, interpretó el papel por primera vez en Estados Unidos con la Boston Opera Company en la ciudad de Chicago. Comentarios positivos condujeron a nuevas actuaciones en Madama Butterfly e Iris de Pietro Mascagni, en Nueva York, San Francisco y Chicago, antes de regresar a Londres para trabajar con la empresa Beecham.
En 1918 volvió a Estados Unidos, donde durante dos temporadas interpretó tanto Madama Butterfly como Madame Chrysanthème de André Messager. En 1920 fue artista invitada en los teatros de ópera de Montecarlo, Barcelona, Florencia y Roma donde conoció a Giacomo Puccini que le profesó admiración y donde lo visitó en Torre del Lago.
A su regreso a Japón, en 1922, dio un concierto en Nagasaki, ciudad en la que visitó los lugares donde se desarrolla Madama Butterfly.
En 1924 Miura volvió nuevamente a Estados Unidos para presentarse con la San Carlo Opera Company. Dos años más tarde volvió a Chicago para crear el papel principal en Namiko-San de Aldo Franchetti. Continuó participando en giras y en 1928 dio un recital en Carnegie Hall.
En marzo de 1931 actuó en el Teatro Verdi de Pisa junto al famoso tenor Armando Bini, en Carani (Sassuolo), Modena (Livorno), Florencia, Lucca, Pistoia, Torino, Novi Ligure y Rimini, antes de regresar a Japón en 1932 después de haber interpretado un total de 2,000 veces Madama Butterfly en toda su carrera.
Cantó en la primera representación de la ópera de Puccini en Japón en el Teatro Kabuki-za. Su marido regresó a Japón y murió antes de que ella regresara definitivamente. Durante la Segunda Guerra Mundial fue evacuada con su madre a la zona del Lago Yamanakako, Prefectura de Yamanashi. Al finalizar la guerra, siguió cantando pero su salud se deterioró y murió en el hospital de la Universidad Imperial de Tokio.
Pese a que muy elogiada por la autenticidad de su actuación como Cio-Cio-San, la voz de Miura fue descrita como "débil y sin soporte", y "pequeña e inexpresiva".
Una estatua de Tamaki Miura caracterizada como Cio-Cio-San está ubicada, junto a la de Puccini, en el Glover Garden de Nagasaki.
Desde 1996, se celebra la competición vocal que lleva su nombre en Shizuoka.